# Nive Nielsen
Nive Nielsen (Nuuk) is een Groenlandse zangeres en actrice van Inuit-afkomst. Ze volgde school in Noorwegen en studeerde vervolgens in Canada. Ze heeft een huis in Nuuk en in Antwerpen.

## Muziek
Nive Nielsen speelt gitaar en ukelele. Haar nummers gaan meestal over dagelijkse zaken zoals liefde, rendieren en vergeten koffie te zetten. Ze is echter kritisch over de olieboringen in Groenland. en schreef daarom het nummer Uula (olie).
Het eerste optreden dat Nielsen ooit speelde was voor de koningin van Denemarken en werd uitgezonden door de Deense televisie.
Nielsen wordt live begeleid door The Deer Children, een begeleidingsband die bestaat uit voornamelijk Belgische muzikanten, met name haar partner Jan De Vroede, Lisa Gamble, Filip Wauters, Aarich Jespers, Tim Lenssens en Tim Vandenbergh. Haar debuutalbum Nive Sings! werd geproduceerd door John Parish en bevat gastbijdragen van onder meer Howe Gelb.  Het album werd eerst enkel uitgebracht in Groenland maar werd nadien, na opnieuw gemixt te zijn, ook internationaal uitgebracht.
Nielsen won een Independent Music Award en werd genomineerd voor de Noorse Grammy Awards.

## Acteercarrière
Nielsen acteert in de Hollywood-film The New World waar ze de rol van inuit-vrouw vertolkt. Ze acteerde ook in Kronprinsparrets priser 2012 en Tro, Håb og Grønland.

## Discografie
- Nive Sings! (2009 - Tuttu Recordings)